# Varhaňovce
Varhaňovce (em húngaro: Vargony) é um município da Eslováquia, situado no distrito de Prešov, na região de Prešov. Tem 8,36 km² de área e sua população em 2018 foi estimada em 1.507 habitantes.

## Demografia
| Ano:        | 1994 | 2004    | 2014    | 2024    |
| ----------- | ---- | ------- | ------- | ------- |
| Broj ljudi: | 897  | 1107    | 1426    | 1604    |
| Razlika:    |      | +23,41% | +28,81% | +12,48% |

| Ano:               | 2023 | 2024   |
| ------------------ | ---- | ------ |
| Número de pessoas: | 1569 | 1604   |
| Diferença:         |      | +2,23% |